# (33392) Blakehord
1999 CH54 (asteroide 33392) é um asteroide da cintura principal. Possui uma excentricidade de 0.15152820 e uma inclinação de 4.03417º.
Este asteroide foi descoberto no dia 10 de fevereiro de 1999 por LINEAR em Socorro.